# 隆察河
46°18′24″N 7°44′36″E / 46.30656°N 7.74324°E

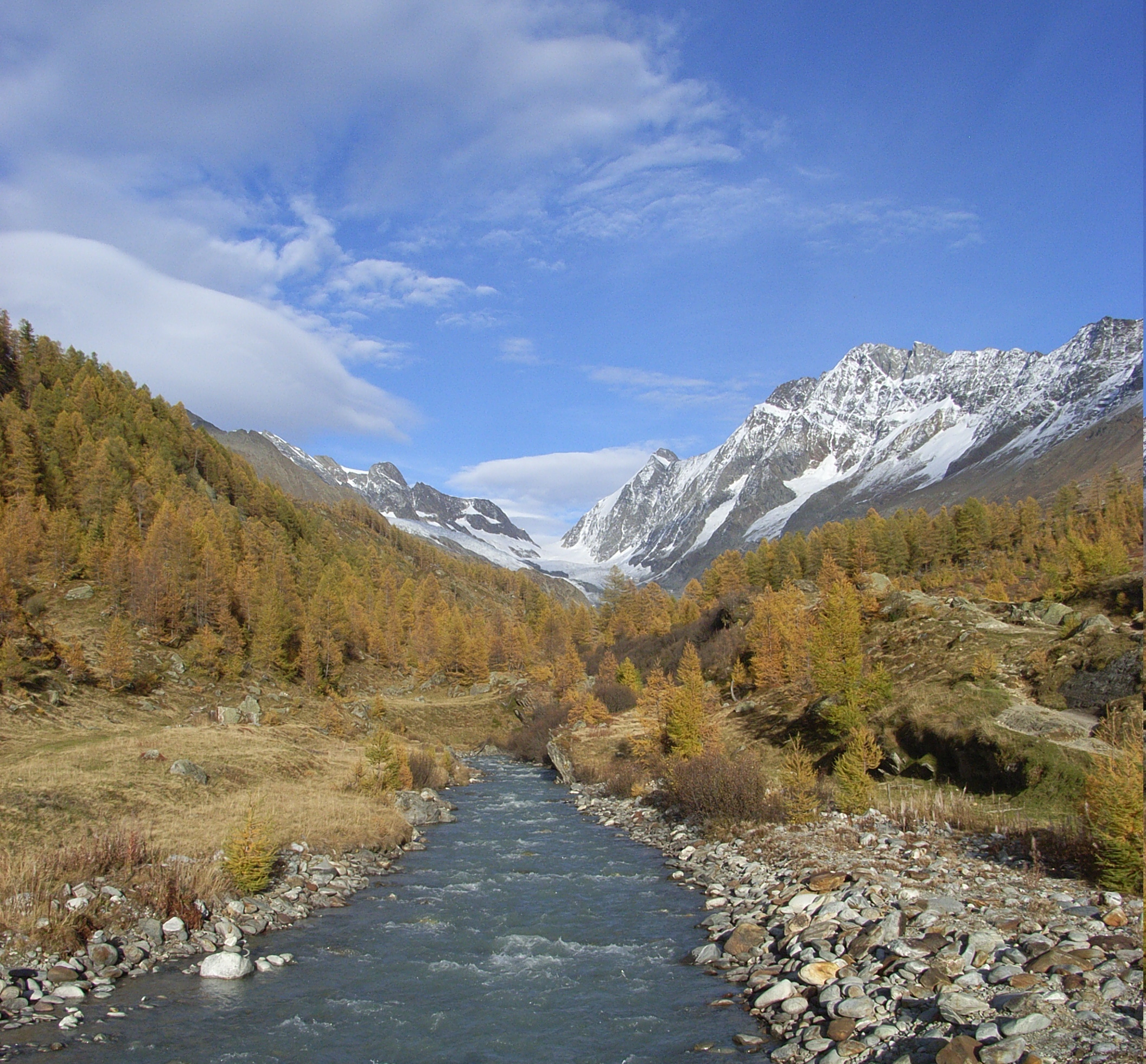

隆察河是瑞士的河流，位於該國西南部，流經瓦萊州，該河流屬於羅訥河的支流，河道全長22公里，流域面積162平方公里，河水來自冰川。